# Carlos Baltazar
Carlos Alberto Baltazar Agraz (ur. 24 lutego 1997 w Guadalajarze) – meksykański piłkarz występujący na pozycji ofensywnego pomocnika lub skrzydłowego, od 2024 roku zawodnik Celayi.